# Chris Haughton
Chris Haughton (* 1978 in Irland) ist ein irischer Illustrator und Autor.

## Leben
Haughton wuchs in Dublin auf. Nach seinem Schulabschluss reiste er durch die Welt und arbeitete zum Broterwerb in den verschiedensten Branchen, so zum Beispiel als Kellner in San Francisco, als Sprachlehrer für Kleinkinder in Hongkong. In Hongkong begann er als Illustrator zu arbeiten, verbrachte jedoch noch eine geraume Zeit in Indien und Nepal. In Nepal lernte er das Projekt des Fairen Handels kennen, das er seit 2007 durch seine Arbeiten für die britische Organisation People Tree unterstützt.
Haughton ist sehr oft in Nepal, wo er im Winter 2010/2011 mit anderen den Ableger von Pecha Kucha in Kathmandu gründete. Ferner war er 2011 in Nepal einer der Mitbegründer der Fair Trade-Firma NODE, deren Produkte neben Taschen und Kleidung handgeknüpfte Teppiche sind, für die er Entwürfe beiträgt Eine Ausstellung im Londoner Design Museum im Jahre 2012 hatte einige Verkaufserfolge.
Haughton ist seit Jahren hauptberuflich Illustrator. Seine Kunden sind mehrheitlich Zeitschriften und Werbeagenturen. Das erste seiner bisher vier Kinder-Bilderbücher erschien in koreanischer Sprache und wurde vom Autor in Seoul fertiggestellt; weitere Ausgaben in Europa und Nordamerika erschienen auf Englisch, Französisch und Deutsch. Die Bilderbücher Haughtons wurden mehrfach preisgekrönt.

## Preise und Auszeichnungen
- 2011: Bisto Book of the Year Award für A Bit Lost
- 2017: CBI Book of the Year Award für Goodnight Everyone (auch Honour Award for Illustration)

## Veröffentlichungen
- Little Owl Lost. Candlewick Press, Somerville, Massachusetts, USA 2010; ISBN 978-0-7636-5022-3.
  - englische Ausgabe: A Bit Lost. Walker Books, London, England 2010, ISBN 978-1-4063-3383-1.
  - deutsch von Stephanie Menge: Kleine Eule ganz allein, Sauerländer, Mannheim 2011, ISBN 978-3-7941-5272-8.
- Oh No, George!. Walker Books, London, England 2012, ISBN 978-0-7636-5546-4.
  - deutsch von Stephanie Menge: Oh nein, Paul!, Sauerländer, Mannheim 2012, ISBN 978-3-411-80980-6.
- Shh! We Have a Plan. Walker Books, London, England 2014.
  - deutsch von Stephanie Menge: Psst! Wir haben einen Vogel. Fischer Sauerländer, Frankfurt am Main 2015, ISBN 978-3-7373-5174-4.[1]
- Hat Monkey. Walker Books, London, England 2014.